# Koø
Koø var en lille ubeboet holm i Svendborgsund.
Øen hører til Bregninge Sogn.
Havet tog den lille ø i 1960'erne.